# Amatérské Radio
Amatérské Radio – czechosłowacki (później czeski) miesięcznik o tematyce radiotechnicznej i elektronicznej, kierowany głównie do elektroników-amatorów, wydawany pod tym tytułem w latach 1952–1996, od 1996 r. oficjalny tytuł pisma rozszerzono na Praktická elektronika – Amatérské Radio. Czasopismo to (o charakterystycznej czerwonej okładce) w okresie PRL-u było do nabycia także w punktach sprzedaży prasy w Polsce.